# 파주 삼릉
파주 삼릉(坡州三陵)은 대한민국 경기도 파주시 조리읍에 위치한 조선시대 왕릉군이다. 왕릉군의 앞머리를 따서 공순영릉(恭順永陵)으로도 불린다.1970년 5월 26일 대한민국의 사적 제205호로 지정되었다.

## 개요
파주삼릉은 공릉(장순왕후)과 순릉(공혜왕후), 영릉(효장세자와 효순왕후)으로 구성되어 있다.

### 공릉
공릉(恭陵)은 조선 제8대 왕 예종의 정비 장순왕후(章順王后) 한씨의 능이다. 장순왕후는 한명회의 딸로 1460년에 세자빈에 책봉되었으나 이듬해 죽었다. 처음에 왕후릉이 아닌 세자빈 무덤으로 만들어졌기 때문에 병풍석, 난간석, 망주석은 없다. 다만 양석과 둘레돌을 둘러 무덤을 보호하게 하였다.

### 순릉
순릉(順陵)은 조선 제9대 왕 성종의 정비 공혜왕후(恭惠王后) 한씨의 능이다. 공혜왕후는 왕비로 봉해진 후 5년 뒤에 세상을 떠났다. 무덤 밑둘레에는 12칸의 난간석이 둘러져 있고 양석, 호석, 망주석 등의 석물이 서 있다.

### 영릉
영릉(永陵)은 조선 추존왕 진종(眞宗)과 효순왕후(孝純王后) 조씨의 능이다. 진종은 영조의 맏아들이다. 왕릉과 비릉은 쌍릉으로 병풍석과 난간석은 세우지 않았으나, 석상을 앞에 두었다. 장명등은 중간에 배치하였으며 무덤 밑둘레에 양석과 호석을 둘러 무덤을 보호하게 하였다.

## 같이 보기
- 조선의 왕릉
- 서삼릉
- 서오릉
- 동구릉